# Fournival
Fournival település Franciaországban, Oise megyében. Lakosainak száma 521 fő (2022. január 1.). Fournival Avrechy, Bulles, Étouy, Le Mesnil-sur-Bulles és Saint-Remy-en-l’Eau községekkel határos.

## Népesség
A település népességének változása:
| Lakosok száma | 495  | 504  | 514  | 518  | 525  | 526  | 526  | 524  | 521  |
|               | 2013 | 2015 | 2016 | 2017 | 2018 | 2019 | 2020 | 2021 | 2022 |